# 퍼쿠션 리볼버
퍼쿠션 리볼버에 대해 설명한다.

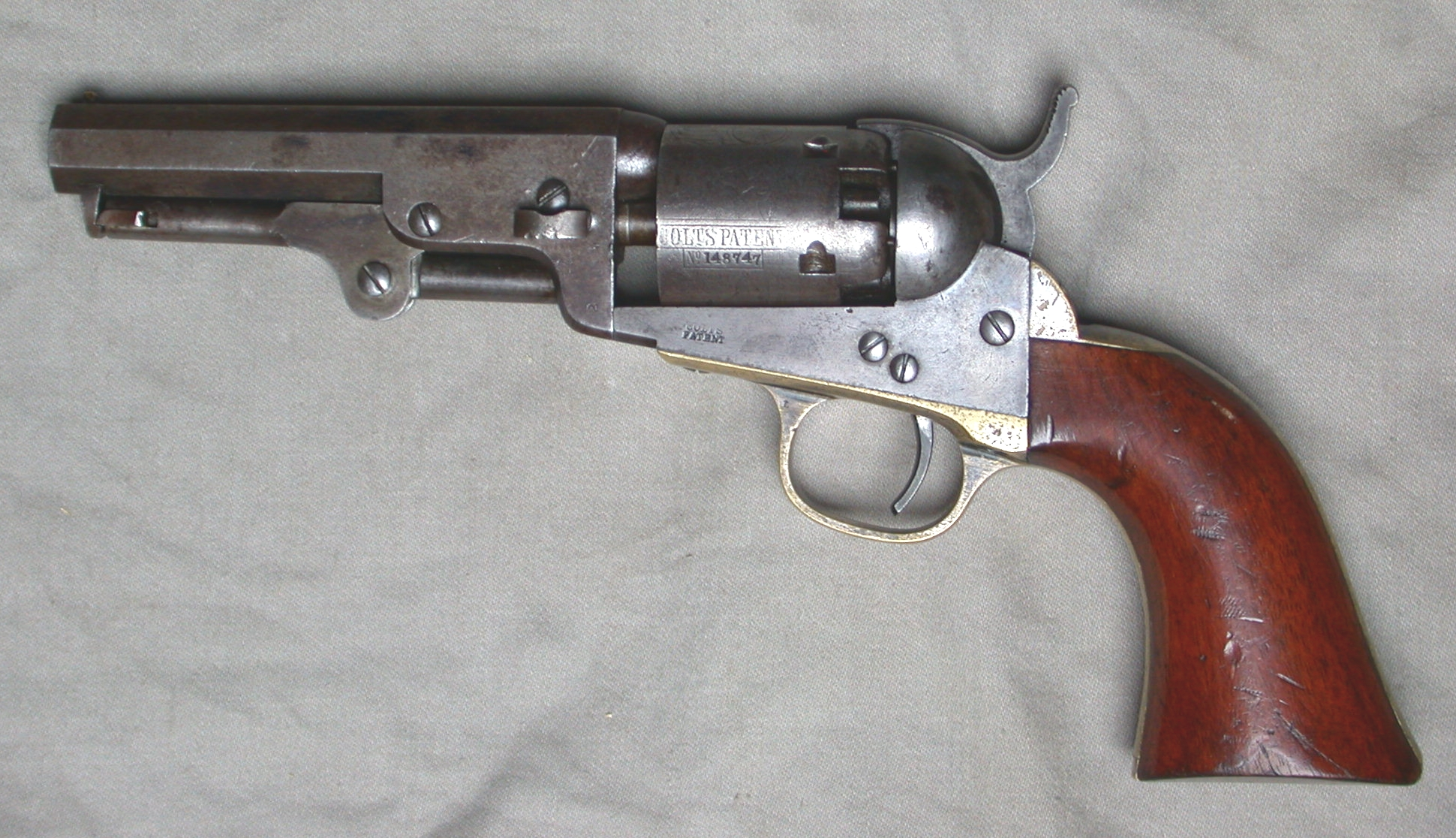

최초의 퍼쿠션 총기는 플린트룩을 뇌관 위에 떨어지는 해머로 대체한 것이었다. 뇌관에서 터지는 섬광은 이전과 같이 구멍을 거쳐서 총기로 들어왔다. 퍼쿠션 캡 피스톨 디자인들(Percussion Cap Pistol Designs)은 영국에서 1820년에 개발되었으며 단발머즐 로더 탄창을 사용했다. 퍼쿠션 리볼버(Percussion Revolvers)는 연속 사격이 가능하다는 장점을 가지고 있었다.

## 종류
아래 항목은 대표적인 퍼쿠션 리볼버이다.
패터슨 콜트(1836)
미국에서 1836년에 개발되었으며 리볼버 방식으로 작동한다.
총열길이를 다양화시킨 5연발총이며 콜트식 권총 공장의 소재지에서 이름이 유래되었다.
구경 9.1mm, 무게 1.93kg이며 전체길이 355mm, 총열길이는 228mm이다.
총구속도는 259m/sec이며 탄창은 5발 실린더이다.
벤틀리(1853)
영국에서 1853년에 개발되었으며 리볼버 방식으로 작동한다.
조지프 벤틀리의 이름에서 유래가 되었으며 공이치기를 제자리에 고정하는 안전장치와 리볼버에 탑재될 셀프 코킹 메커니즘을 개발하였다.
구경 11.2mm, 무게 0.94kg이며 전체길이 305mm, 총열길이는 178mm이다.
총구속도는 183m/sec이며 탄창은 5발 실린더이다.
새비지 모델(1860)
미국에서 1860년에 개발되었으며 리볼버 방식으로 작동한다.
해머(공이치기)를 뒤로 젖혀서 실린더를 회전시키기 위해서 레버액션 방식을 사용했다.
이것을 사용하기 위해서 사수는 중지를 이용해서 방아쇠 아래에 있는 레버를 앞뒤로 움직여야 한다.
구경 9.1mm, 무게 1.6kg이며 전체길이 330mm, 총열길이는 190mm이다.
총구속도는 213m/sec이며 탄창은 6발 실린더이다.
레밍턴 뉴모델 야미 1863(1863)
미국에서 1863년에 개발되었으며 리볼버 방식으로 작동한다.
시민전쟁 시기에 생산된 리볼버로써 비싸지만 견고했다.
텅빈 실린더를 장전하여 즉시 교체할 수 있어서 재장전 시간이 적었다.
구경 11.2mm, 무게 1.25kg이며 전체길이 349mm, 총열길이는 203mm이다.
총구속도는 213m/sec이며 탄창은 6발 실린더이다.
쿠발 격침 발화식 회전탄창 권총(1870)
독일에서 1870년에 개발되었으며 리볼버 방식으로 작동한다.
실린더를 제거하기 쉬운 핀으로 고정시켜놓아서 재장전 시간이 다른 리볼버보다 크게 줄었다.
발사할 때 직물 카트리지를 바늘로 찔러서 발사체 뒤에 위치한 뇌관을 작동시켰다.
구경 7.36mm, 무게 0.62kg이며 전체길이 244mm, 총열길이는 81mm이다.
총구속도는 152m/sec이며 탄창은 6발 실린더이다.